# SJ T45
Die Baureihe T45 war eine schwedische dieselelektrische Lokomotive, die von Allmänna Svenska Elektriska Aktiebolaget (ASEA) 1971–1972 in insgesamt fünf Exemplaren hergestellt wurde.

## Geschichte
Der Bau der Lokomotiven war ein Versuch von ASEA, die Dominanz von Nydqvist och Holm (Nohab) auf dem schwedischen Diesellokomotivenmarkt zu brechen. Die Lokomotiven wurde mit Drehgestellen und Teilen der elektrischen Ausrüstung der Rc-Lokomotive konstruiert. Der Dieselmotor V16A war eine Konstruktion von SEMT Pielstick und wurde in Lizenz von Hedemora Verkstäder hergestellt, während die norwegische Thunes mekaniske verksted die anderen mechanischen Teile baute. Die Lokomotiven waren mit Mehrfachsteuerung ausgestattet.
Die fünf Lokomotiven wurden auf Grund eines 1969 geschlossenen Vertrages an Statens Järnvägar (SJ) vermietet und erhielten eine orange/weiße Farbgebung ähnlich der Baureihe Rc. Die Lokomotiven wurden auf der nicht elektrifizierten Bahnstrecke Borlänge–Mora (Siljansbanan) von Borlänge aus nach Mora vor Güter- und Reisezügen eingesetzt.
Bereits 1976 gaben SJ die Lokomotiven wegen Problemen mit der Betriebssicherheit, insbesondere bei den Dieselmotoren, die eigentlich Schiffsdieselmotoren waren, zurück. Versuche, die Lokomotiven ins Ausland zu verkaufen, blieben weitgehend erfolglos und die Lokomotiven endeten als Rangierlokomotiven in verschiedenen Industriebetrieben. ASEA stellte auf Grund dieser Erfahrungen den Bau von Diesellokomotiven ein.

## Sydvaranger DE102
A/S Sydvaranger kaufte 1984 von ASEA die Lokomotive T45 324 für den Betrieb auf der Bahnstrecke Kirkenes–Bjørnevatn und bezeichnete sie als DE102. Die Lokomotive war in Kirkenes stationiert und nur selten im Einsatz und wurde 1998 in Bjørnevatn verschrottet.

## Weiterer Verbleib
- T45 325: 1978 in Falun verschrottet
- T45 326: 1979 an Avesta Järnverk AB, Nr. 193. 1996 an SJ Gods verkauft. 2001 in Avky verschrottet
- T45 327: 1985 an Svenskt Stål AB, Oxelösund. 1996 an SSAB Tunnplåt AB, Borlänge, 1998 von der Museiföreningen Gefle-Dala Jernväg in Falun übernommen
- T45 328: 1979 an Ovako Steel AB, Nr. 8631, Hofors. 1992 an SJ Gods verkauft. 1994 von SP-Järnvägsservice AB in Östersund übernommen. 1996 an Svenskt Stål AB und im gleichen Jahr in Östersund verschrottet